# Siedlung Eichkamp

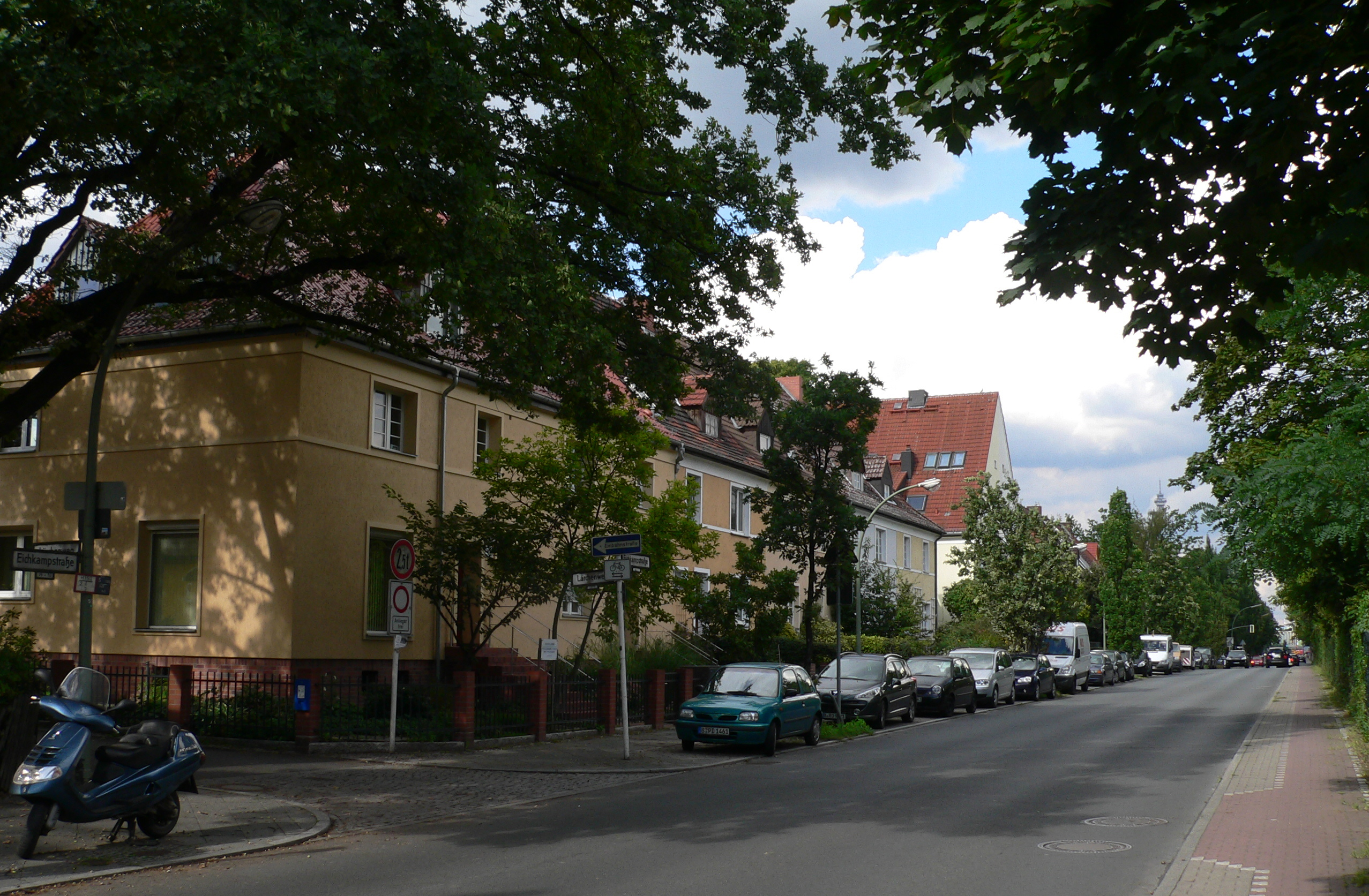
Siedlungshäuser in der Eichkampstraße

Die Siedlung Eichkamp ist eine Ortslage im Berliner Ortsteil Westend des Bezirks Charlottenburg-Wilmersdorf. Die Siedlung liegt zwischen der AVUS im Südosten und der Siedlung Heerstraße im Nordwesten und ist im Norden durch das Messegelände und südwestlich durch den Grunewald begrenzt. Sie wurde unmittelbar nach dem Ersten Weltkrieg von Max Taut als Siedlung für Arbeiter und Beamte mit niedrigen Einkommen auf einem vormaligen Waldgelände in größerer Ausdehnung geplant. Im heutigen Ausmaß wurde sie weitgehend in den 1920er Jahren unter maßgeblicher Beteiligung der Architekten Max und Bruno Taut, Martin Wagner, Franz Hoffmann, Wilhelm Büning und Otto Pflug erbaut.
Die Waldschulallee und der Dauerwaldweg bilden die Nord- bzw. Südgrenze, Kühler Weg und die parallel zur AVUS verlaufende Eichkampstraße die West- und Ostgrenze.

## Heutiger Zustand
Die Siedlung ist hauptsächlich mit Reihen- und Doppelhäusern bebaut und zeichnet sich durch den reichlich erhaltenen Baumbestand aus. Durch diesen und die bemerkenswert schmalen Siedlungsstraßen und Wirtschaftswege bewahrt sie sich am Rande der westlichen City von Berlin eine ländliche Atmosphäre. Gleichzeitig hat sie eine gute Verkehrsanbindung über die S-Bahnhöfe Grunewald und Messe Süd (Eichkamp) sowie die Buslinie 349.
In unmittelbarer Nähe befinden sich zahlreiche Sportplätze, unter anderem das Mommsenstadion, in dem Tennis Borussia Berlin und der SC Charlottenburg trainieren, der VfK 1901 und SC Brandenburg, der TuS Makkabi sowie der Sportverein Helios. An der Waldschulallee liegt auch die Sportstätte der Technischen Universität Berlin.

## Geschichte
Mit dem Bau der Berliner Stadtbahn musste 1879 die südwestlich des Lietzensees gelegene Försterei Charlottenburger Feld verlegt werden. Sie erhielt einen neuen Standort an der Eichkampstraße / Ecke Alte Allee, nördlich des unter dem Namen Hundekehle neueröffneten Bahnhofs Grunewald. Nach dem alten Flurnamen „Willmersdorffischer Eichelkamp“ wurde sie „Eichkamp“ genannt. Auf der Wetzlarer Bahn wurde 1896 zwischen den Bahnhöfen Charlottenburg und Grunewald ein weiterer Bahnhof eingefügt, für den der Name „Eichkamp“ übernommen wurde. Er wurde 1928 zugunsten des nur wenige hundert Meter weiter westlich errichteten Bahnhofs Eichkamp – heute: Messe Süd (Eichkamp) – an der neu verlegten Spandauer Vorortbahn aufgegeben.
Mit dem Bau der AVUS wurde die Försterei 1914 an ihren heutigen Standort südlich des Dauerwaldwegs verlegt. Bis dahin befanden sich auf Eichkamper Gebiet neben einigen Ausflugslokalen nur wenige Sportanlagen und Erholungsstätten.
Nach dem Ende des Ersten Weltkriegs wurde 1918 die Siedlungsgesellschaft Märkische Heimstätte gegründet. Vorkämpfer der in den 1890er Jahren entstandenen Heimstättenbewegung war Adolf Damaschke. Von der preußischen Landesregierung mit der Durchführung von Siedlungsprojekten gegen die herrschende Wohnungsnot betraut, vergab die Märkische Heimstätte den Auftrag zur Planung der Siedlung Eichkamp an Max Taut. Die ersten Planungen umfassten ein wesentlich größeres als das schließlich bebaute Areal. Die ersten ab 1920 fertiggestellten Häuser waren aufgrund der schlechten wirtschaftlichen Lage der Jahre nach dem Ersten Weltkrieg mit Hühnerstall und Speicher für eine weitgehende Selbstversorgung der Bewohner eingerichtet. Waren die ersten Häuser noch als Reihenhäuser errichtet worden, so wurden mit sich bessernder wirtschaftlicher Situation bald Doppelhäuser typisch für den weiteren Ausbau der Siedlung.

## Schulen
- Reinfelder-Grundschule am Maikäferpfad, Spezialschule

## Ehemalige prominente Bewohner
- Siegfried Aufhäuser, Gewerkschafter, Zikadenweg 72
- Ernst Böhm, Grafiker, Zikadenweg 37
- Klaus Bonhoeffer, Chefsyndikus der Lufthansa, Widerstandskämpfer, Alte Allee 11
- Wilhelm Büning, Architekt, Lärchenweg 35
- Carl Diem, Sportfunktionär und -wissenschaftler, Falterweg 31
- Cordelia Edvardson, Journalistin und Schriftstellerin, Im Eichkamp 33 (heute: Eichkatzweg)
- Almut Eggert, Schauspielerin, Eichkampstraße 10
- Christopher Franke, Musiker, Komponist, Eichkatzweg 56
- Herta Heuwer, Schöpferin der Currywurst, Eichkatzweg 54
- Victor de Kowa, Schauspieler, zog in den 1940er Jahren in den Wacholderweg 7b, wie dessen Freund Wolfgang Harich berichtete, der dort ebenfalls zeitweilig wohnte.[1] Hildegard Knef fand hier ebenfalls 1945 vorübergehend Unterschlupf.[2]
- Horst Krüger, Schriftsteller, Im Eichkamp 35 (heute: Eichkatzweg)
- Elisabeth Langgässer, Schriftstellerin, Im Eichkamp 33 (heute: Eichkatzweg)
- Lüül (bürgerlich Lutz Ulbrich), Musiker, Eichkampstraße 92
- Marie-Elisabeth Lüders, Frauenrechtlerin und Politikerin, Im Hornisgrund 25
- Ludwig Marcuse, Philosoph und Journalist, Im Eichkamp 25 und 31 (heute: Eichkatzweg)
- Kurt Rosenfeld, Rechtsanwalt, Lärchenweg 28
- Wolfgang Spier, Schauspieler, Zikadenweg 58
- Max Taut, Architekt, Lärchenweg 15
- Arnold Zweig, Schriftsteller, Zikadenweg 59 und Kühler Weg 9

Das Haus Falterweg 35 bildete die Kulisse für das Wohnhaus der Familie Wichert aus der ZDF-Serie Die Wicherts von nebenan.